# Ernst Winter (Politiker, 1893)
Ernst Winter (* 21. November 1893 in Eilenstedt; † 5. April 1958 in Ost-Berlin) war ein deutscher Lehrer und Politiker. Er war von 1924 bis 1933 Abgeordneter des Landtags von Braunschweig.

## Leben
Winter, Sohn eines Schlossers, wurde in Eilenstedt im preußischen Kreis Oschersleben geboren. 1899 zog die Familie nach Braunschweig. Nach dem Besuch des Lehrerseminars wurde er 1915 zum Militär eingezogen und war dann bis 1918 Soldat im Ersten Weltkrieg.
Nach dem Krieg arbeitete er als Volksschullehrer. Er wurde 1920 Mitglied der Kommunistischen Partei Deutschlands (KPD) in Braunschweig und übte verschiedene Funktionen aus. Von 1924 bis 1933 gehörte er zur Führung des KPD-Unterbezirks Braunschweig, gehörte zeitweise auch der KPD-Bezirksleitung Niedersachsen an. Im Dezember 1924 zog er als Abgeordneter in den Landtag von Braunschweig ein und blieb bis 1933 in diesem Parlament. Winter gehörte 1928 zu den „Versöhnlern“, trennte sich aber Ende 1928 von ihnen und übte Selbstkritik. Ende 1932 wurde er wegen „opportunistischen Verhaltens“ aus der KPD ausgeschlossen. Am 16. Februar 1933 legte er sein Landtagsmandat nieder und betätigte sich nicht mehr politisch. Er übersiedelte nach Berlin und war dort als Angestellter tätig. Nach dem 20. Juli 1944 wurde er verhaftet.
Nach dem Zweiten Weltkrieg trat er 1945 wieder in die KPD ein und 1946 in die SED. Er war ab 1946 Bezirksrat für Volksbildung und 1949 geschäftsführender Bürgermeister des Stadtbezirkes Berlin-Pankow. Anschließend  war er Hauptreferent für Lehrerweiterbildung am Pädagogischen Institut in Ost-Berlin. Nachdem bei der Parteiüberprüfung 1951 Winters Parteiausschluss 1932 entdeckt wurde, den er verschwiegen hatte, wurde Winter durch die Sonderkommission der Landesparteikontrollkommission Berlin aus der SED ausgeschlossen. Sein Einspruch wurde von der Zentralen Parteikontrollkommission (ZPKK) am 13. Februar 1952 abgewiesen. Er arbeitete zuletzt als Dozent am Institut für Berufsschullehrerausbildung in Ost-Berlin und wurde Ende 1956 wieder in die SED aufgenommen.
Winter lebte zuletzt in Berlin-Niederschönhausen und starb nach langer schwerer Krankheit im Alter von 64 Jahren.